# Австрійсько-філіппінські відносини
Австрі́йсько-філіппі́нські відно́сини — термін, що використовується для позначення двосторонніх міжнародних відносин Австрії та Філіппін.

## Історія
Австрійська присутність у Філіппінах була розпочата ще 1871 року з відкриттям почесного консульства Австро-Угорщини в Манілі
Формальні дипломатичні відносини між Австрією та Філіппінами було розпочато 17 жовтня 1946 року. 1973 року Філіппіни відкрили своє посольство у Відні. До цього Філіппінські інтереси в Австрії представлялись через посольство Філіппін в Берні, Швейцарія.
Австрія створила своє посольство в Манілі 1982 року.

## Трудові відносини
Станом на 2014, у Австрії проживає близько 35 тис. філіппінців, більшість з яких зайняті у медицині та сфері послуг. Близько 90 % філіппінців в Австрії працевлаштовані як медсестри та акушери в лікарнях та домівках людей літнього віку по всій країні. Філіппінські медсестри почали масово з'їжджатись до Австрії ще в 1970-х.